# Ursula Pfistermeister
Ursula Pfistermeister (* 1932 in Regensburg; † 17. Dezember 2012) war eine deutsche Sachbuchautorin und Fotografin.
Ursula Pfistermeister wuchs in München auf. Nach dem Abitur in Amberg und dem Studium der Naturwissenschaften, der Kunstgeschichte und der Philosophie in München und Erlangen von 1951 bis 1955 war sie zunächst in der Industrie (Maxhütte (Sulzbach-Rosenberg)) tätig. In der Folgezeit arbeitete sie als freiberufliche Autorin und Fotografin vor allem auf dem Gebiet der Kunst- und Kulturgeschichte.
Ursula Pfistermeister lebte seit Anfang der 1970er Jahre in Fürnried, Gemeinde Birgland.

## Veröffentlichungen
- Burgen der Oberpfalz. Verlag Friedrich Pustet, Regensburg 1974, ISBN 3-7917-0394-3.
- Ins Land der Franken fahren (mit Eugen Skasa-Weiß). Süddeutscher Verlag, München 1977, ISBN 3-7991-5873-1.
- Romantische Straße. Verlag Hans Carl, Nürnberg 1978, ISBN 3-418-00452-0.
- Geschmiedet. Eisen in der Oberpfalz. Verlag Friedrich Pustet, Regensburg 1979, ISBN 3-7917-0576-8.
- Rheingau. Verlag Weidlich, Frankfurt/M. 1979, ISBN 3-8035-8220-2.
- Barockkrippen in Bayern. Konrad Theiss Verlag, Stuttgart 1984, ISBN 3-8062-0398-9.
- Zauberhaftes Meran. Das Bild der Stadt und ihrer Umgebung, einst und jetzt. Verlag Hans Carl, Nürnberg 1985, ISBN 3-201-01032-4.
- Niederbayern. Landschaft, Kunst, Brauchtum. Verlag Friedrich Pustet, Regensburg 1986, ISBN 3-7917-1013-3.
- Traumstraßen in Belgien, Holland und Luxemburg. Süddeutscher Verlag, München 1987, ISBN 3-7991-5974-6.
- Traumstraßen Spaniens. Süddeutscher Verlag, München 1987, ISBN 3-7991-6342-5.
- Burgen und Schlösser der Oberpfalz. Verlag Friedrich Pustet, Regensburg 1988, ISBN 3-7917-0876-7.
- Oberbayern. Landschaft, Kunst, Brauchtum. Verlag Friedrich Pustet, Regensburg 1989, ISBN 3-7917-1194-6.
- Fränkische Schweiz – Hersbrucker Schweiz. 4., verbesserte Auflage. Verlag Hans Carl, Nürnberg 1989, ISBN 3-418-00346-X.
- Nürnberg. Zauber einer unvergänglichen Stadt in Farbbildern und alten Stichen. 4., verbesserte Auflage. Verlag Hans Carl, Nürnberg 1991, ISBN 3-418-00351-6.
- Fachwerk in Franken. Verlag Hans Carl, Nürnberg 1993, ISBN 3-418-00367-2.
- Die Oberpfalz. Verlag Friedrich Pustet, Regensburg 1994, ISBN 3-7917-1415-5.
- Im Herzen der Oberpfalz – Das Amberg-Sulzbacher Land. Buch- und Kunstverlag Oberpfalz, Amberg 1996, ISBN 3-924350-51-5.
- Burgen und Schlösser im Bayerischen Wald. Verlag Friedrich Pustet, Regensburg 1997, ISBN 3-7917-1547-X.
- Himmlische Ansichten – Oberpfalz. Buch- und Kunstverlag Oberpfalz, Amberg 1998, ISBN 3-924350-69-8.
- Wehrhaftes Franken – Band 1: Burgen, Kirchenburgen, Stadtmauern um Nürnberg. Verlag Hans Carl, Nürnberg 2000, ISBN 3-418-00384-2
- Himmlische Ansichten – Niederbayern. Buch- und Kunstverlag Oberpfalz 2000, ISBN 3-924350-87-6.
- Wehrhaftes Franken – Band 2: Burgen, Kirchenburgen, Stadtmauern um Würzburg. Verlag Hans Carl, Nürnberg 2001, ISBN 3-418-00386-9.
- Wehrhaftes Franken – Band 3: Burgen, Kirchenburgen, Stadtmauern um Bamberg, Bayreuth und Coburg. Fachverlag Hans Carl GmbH, Nürnberg 2002, ISBN 3-418-00387-7.
- Übern Zaun gschaut – Gärten in der Oberpfalz. Buch- und Kunstverlag Oberpfalz, Amberg 2003, ISBN 3-935719-24-8.